# Ermita de Nuestra Señora de Gracia (Ronda)
Ermita de Nuestra Señora de Gracia se trata del primer templo Cristiano que se edificó en Ronda desde la conquista de esta por los Reyes Católicos. Este se sitúa en la Plaza del Pozo, actualmente conocida como la Plaza de San Francisco. El inicio de su construcción, data del año 1501, prolongándose hasta el 1538 fecha de su conclusión.

## Descripción de las características en relación con su edificación
Dicho templo, está formado por una sola nave, separada del presbiterio por cuatro contrafuertes en la cabecera, sobre los que se sostiene una bóveda de tercelete y ligaduras. La cubierta de la nave, corresponde a una bóveda de medio cañón con lunetos. El Altar estaba compuesto por capillas en cuyos muros a pesar del deterioro, se siguen conservando hoy día parte de los frescos que decoraban la misma. 
En relación con la fachada, es de estilo simple, con una portada de piedra de forma apuntada y una pequeña ventana, ambos elementos, quedan enmarcados por dos contrafuertes que se sitúan en las esquinas de esta fachada.
Por último, los pies de este templo, albergaban el coro, al cual se accedía a través de unas escaleras situadas a los pies del mismo.